# Szent Gildas
Szent Gildas (493 – 570 körül) latin nyelven író kora középkori britanniai történetíró. Fő műve, a „Britannia romlásáról” (De excidio et conquestu Britanniae) az egyedüli fennmaradt kortárs beszámoló az V-VI. századi britanniai történésekről.

## Élete
Gildas életéről keveset tudunk, egykorú forrás nem maradt fenn róla. A róla szóló későbbi legendák szerint északon, Clyde királyságban született, valamikor a Badon-hegyi csata idején, azaz 500 körül. Ezt követően Dél-Walesben tanult, majd saját homályos utalása szerint 43 évesen kezdte el írni a művét – a datálás kérdése azonban nyitott. Tett egy utazást Galliába, ahol Saint-Gildas-de-Rhuys néven település és kolostor viseli a nevét. Valamikor 570 körül halt meg Galliában. Az általa alapított kolostor leghíresebb apátja Petrus Abelardus volt. Gildast szentként tisztelték, illetve a Sapiens, azaz Bölcs melléknévvel is illették. Fennmaradt tőle egy bűnbánati könyv, Penitentiálé, melyben a szerzetességről értekezik. Tudunk továbbá néhány leveléről, melyek közül az egyikben valószínűleg Szent Vinnianusnak írt a bűnös püspökök elleni fellépésről. Emléknapja január 29.

## Műve
Bár Beda Venerabilis történetíróként emlékezik meg róla, maga Gildas „admonitiuncula” – azaz rövid intésként, figyelmeztetésként hivatkozik könyvére annak bevezetőben. A mű a szent ágostoni történetszemlélet jegyében íródott: a földi világ történései a jó és a gonosz küzdelmeinek a lenyomatai, a hangsúly ezért nem elsősorban az események leírásán van, hanem annak érzékeltetésén, hogy a bűnök milyen sorscsapásokat okoznak. Ezt az elképzelést tükrözi a mű szerkezete is: egy rövid bevezetőt követően a 2-26. fejezetek tartalmazzák az alább ismertetett történelmi eseményeket, majd a 26-37. fejezetek bemutatják az öt zsarnok tetteit, majd ezeket bibliai idézetek követik, ezt követően a 66-68. fejezetek a papság bűneit sorolják föl, majd végül a 68-110. fejezetekben ismét bibliai idézetek és a művet záró gondolatok következnek. A latin nyelvű Biblia-idézetek többsége nem a Vulgatából, hanem egy annál régebbi Biblia-fordításból, a Vetus Latinából származik – ez utal arra, hogy a Szent Jeromos készítette fordítás ekkor még nem ment át a gyakorlatba. Gildas számára nem fontos a történeti hitelesség, elvétve találunk utalást évszámokra és mindössze egy konkrét hely van megnevezve.
A történeti rész a római hódítás vázlatos leírásával kezdődik. A rómaiak Britanniából történő kivonulása után pikt, skót és ír népcsoportok kezdték betöréseikkel zaklatni a volt provincia lakóit. Ezek kétféleképpen próbáltak meg boldogulni: többször írtak a rómaiaknak segélykérő leveleket, melyek közül a legutolsó a 440-es években Aetius consulhoz írtak levél (ezt Gildas a „britek sóhajaként” említi), de egyikre sem érkezett válasz:
A barbárok beszorítanak minket a tengerbe, a tenger visszaszorít bennünket a barbárok karmaiba; e kétféle halál között vagy felkoncoltatunk, vagy vízbefúlunk”.
A britek vezetői ekkor Vortingern vezetésével – akit Gildas gőgös zsarnokként (superbus tyrannus) jellemez – követet küldtek a szászokhoz, hogy azok jöjjenek be Britanniába, kössenek a britekkel foedus-t, szövetséget, és a megművelt földterület egyharmadának átengedése fejében legyenek a britek oltalmazói. A foedus megkötésének máshol is ez volt a szabálya a római imperium területén: a föld 1/3-áért cserébe (harmad- , azaz tertia-szabály) katonai védelem. A kora középkori barbár királyságok is ily módon jöhettek létre a Birodalmon belül. A szabály alól csak Itália földje volt kivétel, ezért utasította el Odoakert Romulus Augustulus.
Mint azt később Beda írta: Britanniába a szászokat egy testvérpár Hengist és Horta vezette be (a szászok bejövetele: adventus saxonum). Gildas mindössze annyit említ, hogy a szászok először három keel-en érkeztek. A keel az ő nyelvükön hadihajót jelentett – valószínűleg ez a legrégibb írásban fennmaradt angol szó. A kezdeti csapatokat újabbak és újabbak követték, míg végül a szászok – kevésnek találván a rendelkezésükre bocsátott földeket – rabolni és fosztogatni kezdtek. A britek egy része ekkor a mai Bretagne területére menekült. A mai nyelvészet szerint megtartották kapcsolataikat az anyaországgal – erre utal a Bretagne és Grand Bretagne (azaz Anglia) elnevezések. A britek másik része viszont Aurelius Ambrosius senator vezetésével összefogott, és a Badon-hegynél vívott csatában legyőzték a betolakodókat.

## A Badon-hegyi csata leírása
Egy idő múlva, amikor a kegyetlen fosztogatók eltávoztak, Isten erőt öntött a túlélőkbe. A szélrózsa minden irányából nyomorult menekültek siettek hozzájuk, mint fenyegető vihar közeledtével kaptárukba a méhek, és alázatos szívvel könyörögtek nekik, 'fellegekig felesengve fohászukat', hogy ne kelljen mindenestül elpusztulniuk. Vezetőjük Ambrosius Aurelianus volt, egy tisztes férfiú, aki a rómaiak közül talán egyedüliként élte túl ezt a dúló vihart: szülei, akik bíbort viseltek, elpusztultak benne. Ma élő leszármazottai nyomába sem léphetnek ősük kiválóságának. Az ő vezetése alatt népünk visszanyerte erejét, és legyőzőit csatába hívta. Az Úr beleegyezett és a csata az ő javukra dőlt el.
Ettől fogva a győzelem hol honfitársainkhoz, hol az ellenfélhez pártolt : így aztán az Úr ebben a népben próbára tehette, szokása szerint, ezt az új Izraelt, hogy vajon az szereti-e őt vajon vagy sem. Mindez egészen a Badon-hegy melletti csatáig tartott, amely az elvetemültek utolsó, de nem legkisebb veresége volt. Ez az én születésem évében történt: tudomásom szerint a negyvennegyedik esztendőből is eltelt már egy hónap azóta.
Gildas leírása alapján nem lehet megállapítani, hogy ma hol található az ütközet helyszíne, sem azt, hogy mikor került rá sor. A későbbi történetírók mindenesetre Arthur királlyal azonosították Ambrosius személyét. A győzelem után helyi brit királyságok alakultak, melyek közül 5 nyugat-angliai királyság vezetőjét (Damnonia, Conan, Gwrthefyr, Cuneglasus, Maelgwn) Gildas ki is pellengérezett. A badon hegyi csata után egy emberöltőnyi időre abbamaradtak a szász betörések. A krónika megírásának idején azonban a támadások újrakezdődtek.

## Gildas művének értékelése
Amikor a brit szerzetes, Gildas 520 körül … elkészítette háború sújtotta szigetének egyetlen fennmaradt leírását, Rómának ebben a történetben is csupán marginális szerep jutott. Gildas a briteket Izrael bolyongó népének tekinti, magát pedig Jeremiásnak, aki azzal fenyegeti őket, hogy, hogy Isten idegen népek, főleg a szászok által bünteti őket vétkeikért. Britannia mint bűnös Izrael új történelmet kapott. Gildas szemében a rómaiak csupán az állhatatlan britek „derék szövetségesei” voltak, csodálatra méltók és szervezettek, de alapjában véve mégiscsak idegenek. A rómaiak, akiket Gildas csaknem kizárólag hadseregükkel azonosított, végleg elmentek, s katonai zsenijükről már csak a szigeten álló hatalmas falak tanúskodtak. Gildas, bár latinul írt és Nyugat-Britannia felismerhetően romanizált világában élt, mint keresztény író nyilvánvalóan úgy érezte, hogy az Ótestamentum jobban megfelel e viharos időknek, mint a Római Birodalom egyre halványuló emlékei. Róma eszméje Hadrianus falától egészen Marokkó nyugati atlanti partvidékéig és Afrika szarváig egyre kisebbre zsugorodott, s a helyét egy másik múlt vette át – az a múlt, amelyet az ősi Izrael nyughatatlan katona-királyságát oly érzékletesen és találóan ábrázoló Szentírás közvetített.